# 山崎重暉
山崎 重暉（やまざき しげあき、1893年1月21日 - 1980年12月28日）は、日本の海軍軍人。最終階級は海軍中将。

## 経歴
警察署長・山崎重光の長男として生れる。海南中学校を経て、1913年12月、海軍兵学校（41期）を卒業。席次は入校時120名中16番、卒業時118名中20番。翌年12月、海軍少尉任官。1920年11月、海軍水雷学校高等科を卒業し、海軍潜水学校教官、「第13潜水艦」艦長、第2潜水戦隊参謀などを歴任。1925年11月、海軍大学校（甲種23期）を卒業した。第一次世界大戦末期に第二特務艦隊に配属となり、戦利潜水艦の回航に携わる。
「呂号第18潜水艦」・「呂号第67潜水艦」の各艦長、第1潜水戦隊参謀、潜水学校教官、海大教官などを歴任。1934年11月、第14潜水隊司令となり、第30潜水隊司令、海大教官、大本営報道部第1課長、「八雲」艦長、上海方面特別根拠地隊参謀長を勤めた。1940年11月、海軍少将に進級。
太平洋戦争を第2潜水戦隊司令官として迎えた。潜水艦作戦の不振を受けて軍令部出仕として原因の究明にあたり、潜水艦の使用方法に誤りがあることを指摘した。第1潜水戦隊司令官、潜水学校校長などを歴任し、1944年5月、海軍中将となった。以後、海軍潜水艦部長を経て、特兵部長として終戦を迎え、1945年9月、予備役に編入された。
1947年（昭和22年）11月28日、公職追放仮指定を受けた。

## 著書
- 『日米五大海戦』図書出版社
- 『回想の帝国海軍』図書出版社、1977年。

## 栄典
勲章
- 1942年（昭和17年）1月14日  - 勲二等瑞宝章[3]